# Луцій Кальвенцій Вет Гай Карміній
Лу́цій Кальве́нцій Вет Гай Кармі́ній (лат. Lucius Calventius Vetus Carminius; ? — після 52) — державний діяч Римської імперії, консул-суффект 51 року.

## Життєпис
Походив з роду Кармініїв, також мав родинні зв'язки з Кальвенціями. Про батьків немає відомостей. Ймовірно службу розпочав за правління імператора Тиберія. Тоді ж став сенатором. У 44 році імператором Калігулою призначено імператорським легатом-пропретором у провінції Лузітанія.
У 51 році за імператора Клавдія стає консулом-суффектом разом з майбутнім імператором Веспасіаном. На цій посаді перебував з вересня до жовтня. У 52 році призначено проконсулом до провінції Африка. Про подальшу долю немає відомостей.

## Родина
- Гай Карміній Лузітанік, консул-суффект 81 року
- Секст Карміній Вет, консул-суффект 83 року.